# Municipio de Rowell
El municipio de Rowell (en inglés: Rowell Township) es un municipio ubicado en el condado de Cleveland en el estado estadounidense de Arkansas. En el año 2010 tenía una población de 395 habitantes y una densidad poblacional de 4,41 personas por km².

## Geografía
El municipio de Rowell se encuentra ubicado en las coordenadas 33°53′42″N 92°2′10″O / 33.89500, -92.03611. Según la Oficina del Censo de los Estados Unidos, el municipio tiene una superficie total de 89.55 km², de la cual 89,52 km² corresponden a tierra firme y (0,04 %) 0,04 km² es agua.

## Demografía
Según el censo de 2010, había 395 personas residiendo en el municipio de Rowell. La densidad de población era de 4,41 hab./km². De los 395 habitantes, el municipio de Rowell estaba compuesto por el 97,22 % blancos, el 2,53 % eran afroamericanos, el 0,25 % eran de otras razas. Del total de la población el 1,01 % eran hispanos o latinos de cualquier raza.